# Tony Gwynn
Anthony Keith Gwynn, Sr. (ur. 9 maja 1960, zm. 16 czerwca 2014) – amerykański baseballista, który występował na pozycji prawozapolowego przez 20 sezonów w San Diego Padres. Nosił przydomek Mr. Padre i Captain Video.

## Kariera zawodnicza
Gwynn w latach 1977–1981 studiował na San Diego State University, gdzie grał w koszykarskiej (na pozycji rozgrywającego) i baseballowej (na pozycji lewozapolowego i jako designated hitter) drużynie uniwersyteckiej San Diego State Aztecs. W czerwcu 1981 został wybrany w trzeciej rundzie draftu przez San Diego Padres i początkowo grał w klubach farmerskich, między innymi w Hawaii Islanders, reprezentującym poziom Triple-A. W Major League Baseball zadebiutował 19 lipca 1982 w meczu przeciwko Philadelphia Phillies, w którym zaliczył dwa uderzenia (w tym double'a), RBI i zdobył runa.
W 1984, swoim pierwszym pełnym sezonie, był najlepszym uderzającym w MLB ze średnią 0,351, po raz pierwszy wystąpił w Meczu Gwiazd, po raz pierwszy otrzymał Silver Slugger Award i zagrał we wszystkich meczach World Series, w których Padres przegrali z Detroit Tigers 1–4. W tym samym roku w głosowaniu do nagrody MVP National League zajął 3. miejsce za Rynem Sandbergiem z Chicago Cubs i Keithem Hernandezem z New York Mets. W 1986 mając między innymi najlepszy fielding percantage spośród prawozapolowych (0,989) i zaliczając na tej pozycji najwięcej putoutów (337) po raz pierwszy otrzymał Złotą Rękawicę. W latach 1987–1989 ponownie był najlepszym uderzającym w lidze; ostatnim baseballistą, który zwyciężał w National League w tej klasyfikacji trzy razy z rzędu był Stan Musial (1950–1952).
W 1994 osiągnął średnią 0,394, najwyższą w National League od 1930 roku. Najlepszym uderzającym w lidze był jeszcze przez trzy kolejne sezony. W 1998 zagrał w czterech meczach World Series, w których Padres przegrali z New York Yankees 0–4. 6 sierpnia 1999 w meczu z Montreal Expos rozegranym na Stadionie Olimpijskim w Montrealu zaliczył 3000. uderzenie jako 22. zawodnik w historii MLB. Po raz ostatni zagrał 7 października 2001 w wieku 41 lat.

## Późniejszy okres
W późniejszym okresie był między innymi trenerem baseballowej drużyny uniwersyteckiej San Diego State Aztecs. 4 września 2004 podczas meczu San Diego Padres – Colorado Rockies miała miejsce ceremonia zastrzeżenia numeru 19, z którym występował. W 2007 został uhonorowany członkostwem w Baseball Hall of Fame w pierwszym głosowaniu. Zmarł 16 czerwca 2014 na raka ślinianki w wieku 54 lat.

## Nagrody i wyróżnienia
| Nagroda/wyróżnienie           | Lata                                                                                     | Źródło |
| 15× All-Star                  | 1984, 1985, 1986, 1987, 1989, 1990, 1991, 1992, 1993, 1994, 1995, 1996, 1997, 1998, 1999 | [ 1 ]  |
| 5× Gold Glove Award           | 1986, 1987, 1989, 1990, 1991                                                             | [ 1 ]  |
| 7× Silver Slugger Award       | 1984, 1986, 1987, 1989, 1994, 1995, 1997                                                 | [ 1 ]  |
| Roberto Clemente Award        | 1999                                                                                     | [ 12 ] |
| 3000 hit club                 |                                                                                          | [ 8 ]  |
| Baseball Hall of Fame         | od 2007                                                                                  | [ 10 ] |
| # 19 zastrzeżony przez Padres | 2002                                                                                     | [ 9 ]  |